# Künstler (Familienname)
Künstler ist ein deutscher Familienname.

## Herkunft und Bedeutung
Der Name Künstler stellt eine ans Neuhochdeutsche angeglichene Form des mittelhochdeutschen Wortes kunster oder kunstener dar; dieses bezeichnet keinen Künstler im heutigen Sinne, sondern einen besonders verständigen oder geschickten Menschen oder auch einen Facharbeiter. Es handelt sich um einen Übernamen.

## Verbreitung
Der Name tritt in Deutschland überdurchschnittlich, in Österreich unterdurchschnittlich oft auf, in der Schweiz fast gar nicht. Er ist in ganz Deutschland verbreitet, mit einer leichten Konzentration im Südwesten.
Die Varianten Kuenstler und Kunstler kommen in Deutschland kaum vor, in den Vereinigten Staaten sind sie häufiger. Ein möglicher Grund dafür ist, dass die englische Sprache keine Umlaute verwendet und daher die Namen von Einwanderern teils in andere Schreibweisen umgewandelt wurden.

## Varianten
- Kuenstler
- Kunstler

## Bekannte Namensträger
- Florian Künstler (* 1985), deutscher Singer-Songwriter
- Franz Künstler (Politiker) (1888–1942), deutscher Gewerkschafter, Politiker und Widerstandskämpfer
- Franz Künstler (Soldat) (1900–2008), österreichischer Kriegsveteran
- Georg Künstler (1864–1957), deutscher evangelischer Theologe
- Kai Künstler (* 1969), deutscher Schauspieler
- Karl Künstler (SS-Mitglied) (1901–1945?), deutscher SS-Obersturmbannführer
- Karl Künstler (Schauspieler) (1957–2022), österreichischer Schauspieler
- Max Künstler (1924–2015), deutscher Politiker der CDU
- Mechtild Künstler (* 1961), deutsche Badmintonspielerin, siehe Mechtild Hagemann
- Mort Künstler (1927–2025), US-amerikanischer Illustrator
- Thomas Künstler (* 1960), deutscher Badmintonspieler
- Torsten Künstler (* 1969), deutscher Filmregisseur